# Cipros (esposa de Herodes Agripa I)
Cipros foi a esposa de Herodes Agripa I, seu primo. Cipros, nome da mãe de Herodes, o Grande, também era o nome de uma tia, uma prima e uma prima em segundo grau desta Cipros.
Os pais de Cipros eram Fasael e Salimpsio. Fasael era sobrinho de Herodes e seu pai, irmão de Herodes, se chamava Fasael. Salimpsio era filha de Herodes e Mariane, neta de Hircano.
Fasael e Salimpsio tiveram três filhos, Antípatro, Herodes e Alexandre e duas filhas, Alexandra e Cipros.
Cipros se casou com Herodes Agripa I, filho de Aristóbulo e Berenice. Aristóbulo era filho de Herodes e Mariana, a neta de Hircano, e Berenice era sobrinha de Herodes, por ser filha de Costóbaro e Salomé, irmã de Herodes.
Herodes Agripa I e Cipros tiveram três filhas e um (ou dois) filhos, Berenice, Mariane, Drusila, Antipas e Druso, que morreu antes de chegar à puberdade.